# Woodville (Mississippi)
Woodville település az Amerikai Egyesült Államok Mississippi államában, Wilkinson megyében, melynek megyeszékhelye is. Lakosainak száma 928 fő (2020. április 1.).

## Népesség
A település népességének változása:

| 2010 | 1 096 |
| 2020 | 928   |